# 諾氏雙冠麗魚
諾氏雙冠麗魚，為輻鰭魚綱鱸形目隆頭魚亞目慈鯛科的其中一種，分布於中美洲墨西哥及瓜地馬拉大西洋岸的淡水流域，體長可達22公分，棲息在溪流的中底層水域，生活習性不明。

## 擴展閱讀
維基物種上的相關：諾氏雙冠麗魚